# Charles Fox (Komponist)
Charles Ira Fox (* 30. Oktober 1940 in der Bronx, New York) ist ein US-amerikanischer Komponist und Songwriter, der neben seiner jahrelangen Erfahrung als Komponist vor allem durch seinen Song Killing Me Softly with His Song weltweite Bekanntheit erlangte.

## Leben
Charles Ira Fox wurde als Sohn von Walter und Mollie Fox in New York geboren. Nach seinem High-School-Abschluss studierte Fox von 1959 bis 1961 unter Nadia Boulanger Musik am Amerikanischen Konservatorium in Fontainebleau, bevor er anschließend unter Lennie Tristano Jazz-Piano und mit Vladimir Ussachevski Elektromusik an der Columbia University studierte. Am Anfang seiner Karriere arbeitete er als Komponist und Arrangeur für Künstler wie Ray Barretto, Tito Puente und Joe Quijano und anschließend bei Bob Israels Score Productions, wo er für Fernsehsendungen wie Match Game, What's My Line? und To Tell The Truth komponierte. Seinen ersten großen Welthit hatte er mit Norman Gimbel, als er mit diesem 1972 den Song Killing Me Softly with His Song schrieb und komponierte, für den beide 1974 den Grammy als Song des Jahres gewannen.
Nachdem er 1968 für den französisch-italienischen Science-Fiction-Film Barbarella seine erste bekannte Filmmusik komponierte, schrieb Fox in über 30 Jahren als Filmkomponist für über 100 Film- und Fernsehproduktionen Musik, darunter so bekannte wie Die Götter müssen verrückt sein II, Hilfe, die Amis kommen und Nummer 5 gibt nicht auf. Für seine Arbeiten in Eine ganz krumme Tour und Die Kehrseite der Medaille wurde er jeweils für den Oscar des Besten Filmsongs nominiert. Neben weiteren Auszeichnungen und Nominierungen bei den Golden Globe Awards und den BMI Film & TV Awards, wurde Fox 2004 in die Songwriters Hall of Fame aufgenommen.
Seit dem 9. September 1962 ist Fox mit Joan Susan Redman verheiratet, mit der er drei gemeinsame Kinder, darunter den Drehbuchautoren Robbie Fox, hat.

## Filmografie
- 1968: Barbarella
- 1972: Terror in Block C (Women in Chains)
- 1973: Der letzte Held Amerikas (The Last American Hero)
- 1973: Massenmord in San Francisco (The Laughing Policeman)
- 1973: Nightmare Motel (Dying Room Only)
- 1974: Die Saat des Alien (The Stranger Within)
- 1975: Unter Wasser stirbt man nicht (The Drowning Pool)
- 1975: Die Kehrseite der Medaille (The Other Side of the Mountain)
- 1975: Feuerkäfer (Bug)
- 1976: Unternehmen Entebbe (Victory at Entebbe)
- 1976: Wer schluckt schon gern blaue Bohnen? (The Duchess and the Dirtwater Fox)
- 1976: Zwei Minuten Warnung (Two-Minute Warning)
- 1977–1980: Love Boat (The Love Boat) (Fernsehserie, 33 Episoden)
- 1977: Mann, du bist Klasse! (One on One)
- 1978: Eine ganz krumme Tour (Foul Play)
- 1978: High School-Träume (Our Winning Season)
- 1978: Judy Garland – Lehrjahre eines Hollywood-Stars (Rainbow)
- 1980: Einmal Scheidung, bitte! (The Last Married Couple in America)
- 1980: Kleine Biester (Little Darlings)
- 1980: Tracy trifft den lieben Gott (Oh, God! Book II)
- 1980: Warum eigentlich … bringen wir den Chef nicht um? (Nine to Five)
- 1980: Warum sollte ich lügen? (Why Would I Lie?)
- 1982: Der Typ mit dem irren Blick (Zapped!)
- 1982: Liebe hinter Gittern (Love Child)
- 1983: Zwei Superflaschen räumen auf (The Adventures of Bob & Doug McKenzie: Strange Brew)
- 1983: Die dritte Liebe (The Other Woman)
- 1984: Die Stimme des Herzens (He's Not Your Son)
- 1985: Hilfe, die Amis kommen (National Lampoon’s European Vacation)
- 1985: Knast Total – Hier sitzen sie richtig (Doin' Time)
- 1985: Unser neuer Bruder (A Summer to Remember)
- 1986: Das Pechvogel-Quartett (The Longshot)
- 1986–1987: Der Hogan-Clan (Valerie) (Fernsehserie, 3 Episoden)
- 1986: Nikki und Mary – Die 5-Minuten-Ehe (The Parent Trap II)
- 1986: Verraten (Betrayed by Innocence)
- 1987: Und plötzlich war Weihnachten (Christmas Comes to Willow Creek)
- 1987: Verhext Nochmal! (Love at Stake)
- 1988: Hochzeitsfieber (Going to the Chapel)
- 1988: Nummer 5 gibt nicht auf (Short Circuit 2)
- 1989: Die Götter müssen verrückt sein II (The Gods Must Be Crazy II)
- 1989: Tarzan in Manhattan
- 1990: Schreie aus dem Innern (Voices Within: The Lives of Truddi Chase)
- 1990: Von allen Geistern besessen! (Repossessed)
- 1991: In der Gewalt der anderen (Held Hostage: The Sis and Jerry Levin Story)
- 1991: Zwischen Leben und Tod (Absolute Strangers)
- 1992: Schuld war nur der Weihnachtsmann (Christmas in Connecticut)
- 1992: Im Namen meiner Tochter (In My Daughter's Name)
- 1992: Katastrophenflug 232 (Crashlanding: The Rescue of Flight 232)
- 1993: Die Frau am Abgrund (Woman on the Ledge)
- 1994: Confessions: Zwei Gesichter des Bösen (Confessions: Two Faces of Evil)
- 1996: Der Triebtäter – Eine Stadt in Angst (The Man Next Door)
- 1997: Conan, der Abenteurer (Conan, the Adventurer)

## Auszeichnungen
Oscar
- 1976: Nominierung für den Besten Song mit „Richard’s Window“ aus Die Kehrseite der Medaille
- 1979: Nominierung für den Besten Song mit „Ready to Take a Chance Again“ aus Eine ganz krumme Tour

Golden Globe Award
- 1976: Nominierung für die Beste Filmmusik von Die Kehrseite der Medaille
- 1976: Nominierung für den Besten Filmsong mit „Richard’s Window“ aus Die Kehrseite der Medaille
- 1979: Nominierung für den Besten Filmsong mit „Ready to Take a Chance Again“ aus Eine ganz krumme Tour

BMI Film & TV Award
- 1985: Hilfe, die Amis kommen
- 1989: Der Hogan-Clan
- 1992: Richard Kirk Career Achievement Award

Grammy Awards
- 1974: Song des Jahres mit „Killing Me Softly with His Song“